# Frères Collyer
Homer Lusk Collyer (né le 6 novembre 1881 et mort le 21 mars 1947) et Langley Collyer (né le 3 octobre 1885 et mort le 9 mars 1947), sont deux frères américains qui devinrent célèbres en raison de leur nature snob, de la saleté de leur maison et de leur syndrome d'accumulation compulsive (syllogomanie) qui causa en définitive leur perte. 

## Biographie

### Famille
Les frères Collyer sont les fils d'Herman Livingston Collyer (1857–1923), un gynécologue de Manhattan qui travaillait au Bellevue Hospital, et de Susie Gage Frost (1856–1929), une ancienne chanteuse d'opéra. Les parents sont cousins germains. La famille Collyer est issue de la famille Livingston, une famille new-yorkaise très ancienne et bien établie. 
Le couple a une fille, Susan, qui meurt enfant en 1880. L'année suivante, le 6 novembre 1881, ils ont leur premier fils, Homer Lusk, et en 1885, leur second, Langley.

### Existence
Pendant des décennies, des rumeurs dans le voisinage circulent sur ces deux frères que l'on voit peu et qui ne travaillent pas et sur leur maison, à l'angle du 2078 de la 5e avenue et de la 128e rue à Manhattan (New York), où ils accumulent de manière obsessionnelle toutes sortes d'objets, journaux, livres, meubles, instruments de musique et bien d'autres objets, avec des pièges installés dans les couloirs et aux portes pour se protéger des intrus. 
Les deux frères sont finalement retrouvés morts dans leur maison de Harlem, où ils vécurent en ermites, entourés par plus de 140 tonnes de déchets, qu'ils avaient accumulés pendant plusieurs décennies.

### Mort

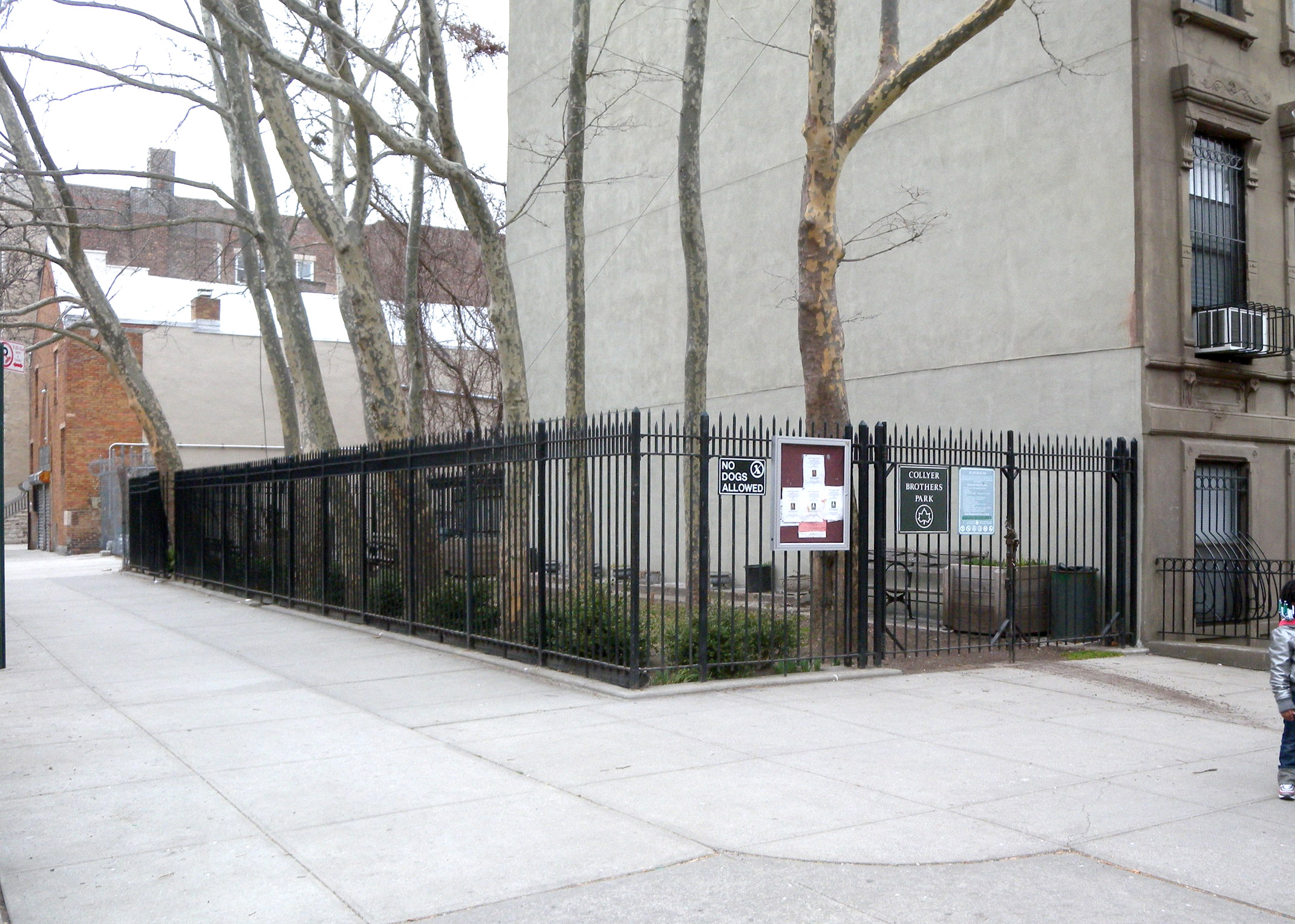
Le Collyer Brothers Park à Manhattan, en 2010.

Après un appel téléphonique non identifié alertant de la possible présence d'un cadavre dans la maison en raison d'odeurs de décomposition, la police se rend sur place et découvre le cadavre de Homer, 65 ans, assis dans une chaise à l'étage supérieur de la maison. Le deuxième frère, Langley Collyer, 61 ans est quant à lui introuvable. La police se met à chercher activement Langley trois jours plus tard et il leur faut 18 jours de recherche dans les ordures avant de réussir à retrouver le cadavre du deuxième frère dans un tunnel de déchets.
Les frères Collyer sont vraisemblablement morts victimes des traquenards qu'ils avaient installés eux-mêmes dans leur demeure pour décourager les pillards. Langley aurait été écrasé par une valise et trois énormes liasses de journaux, alors qu'il rampait dans un tunnel de déchets pour apporter à manger à son aîné Homer, devenu paralytique et aveugle qui serait mort à son tour de faim quelques jours plus tard.
Depuis les années 1960, le site de l'ancienne maison des Collyer, rasée, est devenu un parc de poche, qui porte désormais leur nom, le Collyer Brothers Park.

## Dans la culture populaire

### Littérature
L'histoire des frères Collyer a inspiré notamment deux romanciers :
- Marcia Davenport (en), My Brother's Keeper (traduction française : Les frères Holt, Le Promeneur, 1954)
- E. L. Doctorow, Homer & Langley, New York, Random House, 2009 (traduction française, Actes Sud, 2012)

Et est présente dans: 
- Jack Kerouac, Visions de Cody, 1972: simple référence page 502 (folio): frères "Collier".

### Télévision
● Cette histoire a également inspiré le petit écran : dans l'épisode 22 de la saison 1 de la série Les rues de San Francisco, intitulé « Le Mort-vivant », Stone & Keller enquêtent sur la mort d'un petit garçon dans une maison où un vieil homme amasse depuis des années de façon compulsive de nombreux objets et où vit également caché son frère depuis plus de trente ans, traumatisé par la Seconde Guerre mondiale à laquelle il avait participé.
● L'épisode "Piégé" (1X09) de la série 9-1-1, s'inspire en partie de l'histoire des frères Collyer, mettant en avant une intervention des pompiers dans une maison remplie d'objets et dont les propriétaires, deux frères âgés, se sont retrouvés coincés par leurs pièges et leur montagne d'objets entreposés dans leur demeure. Contrairement à la réalité, les deux frères ici sont sauvés à temps.